# 대전시 (1950년 선거구)
대전시는 대한민국의 옛 국회의원 선거구이다. 당시 충청남도 대전시 지역을 관할했다.

## 역사
제2대 국회의원 선거를 앞두고 대전부 선거구가 개편되면서 신설되었다.
제4대 국회의원 선거를 앞두고 대전시 선거구가 갑, 을로 분구되면서 폐지되었다.

## 역대 국회의원
| 선거   | 정당 | 정당   | 의원   |
| ------ | ---- | ------ | ------ |
| 1950년 |      | 무소속 | 김종열 |
| 1954년 |      | 자유당 | 정상열 |

## 역대 선거 결과

### 대한민국 제2대 국회의원 선거
|  | 24.04% |

|  | 19.87% |

|  | 15.58% |

|  | 9.02% |

|  | 7.42% |

|  | 6.91% |

|  | 4.97% |

|  | 4.66% |

|  | 2.72% |

|  | 1.97% |

|  | 1.64% |

|  | 1.17% |

### 대한민국 제3대 국회의원 선거
|  | 25.14% |

|  | 22.45% |

|  | 15.02% |

|  | 12.52% |

|  | 6.70% |

|  | 3.67% |

|  | 3.26% |

|  | 3.26% |

|  | 2.83% |

|  | 1.64% |

|  | 1.30% |

|  | 1.20% |

|  | 0.96% |